# Lumen (Queens)
Lumen, auch Lumen LIC und 43-30 24th Street, ist ein in Bau befindlicher Wolkenkratzer im Stadtbezirk Queens in New York City, Vereinigte Staaten. Der Wohnturm erreichte im Juni 2024 seine Endhöhe und ist mit 223 Meter das vierthöchste Gebäude in Queens.

## Beschreibung
Der Wolkenkratzer befindet sich im Zentrum des Stadtteils Long Island City in einem Block, der von der 23rd Street im Nordwesten und 24th Street im Südosten sowie von der 43rd Avenue im Nordosten und 44th Road im Süden begrenzt ist. Die Adressen lauten „43-30 24th Street“ und „23-15 44th Road“. Benachbarte Gebäude sind die Wolkenkratzer Skyline Tower und One Court Square. Wenige Blocks nordöstlich befindet sich die Queensboro Bridge. Die nächstgelegene U-Bahn-Station ist die im Sockel des Skyline Tower zugängliche Court Square-23 Street der New York City Subway, wo die Linien  und  verkehren.
Der Wohnturm wurde von den Hill West Architects entworfen und erreicht mit insgesamt 66 Stockwerken eine Gesamthöhe von 223,1 Metern (732 Fuß). Damit ist er mit Stand 2024 das vierthöchste Gebäude in Queens. Bauherren sind die Carmel Partners, die das Baugrundstück für 200 Millionen US-Dollar von Stawski Partners erwarben, was eine der teuersten Grundstückstransaktionen in Queens war. Das Grundstück liegt am Rand des Court Square-Gebiets, das 2001 umgewidmet wurde, um höhere Wolkenkratzer zu ermöglichen. Das Bauwerk hat eine graue Glasfassade und einen Sockel, in dem Einzelhandel und Freizeiteinrichtungen untergebracht sind. Der Wolkenkratzer wird nach seiner Fertigstellung ab der vierten Etage 921 Wohnungen, darunter 282 zu erschwinglichen Mieten, sowie im Sockel unter anderem ein Fahrradabstellraum, ein Fitnesscenter, Freizeiträume, ein Spa, ein Kinderspielzimmer, eine Außenterrasse im zweiten Stock und ein 23 Meter langer Swimmingpool im dritten Stock beherbergen. Die Fertigstellung des Wohnturms ist für September 2026 vorgesehen.